# Jozabed Sánchez
Jozabed Sánchez Ruiz (* 8. März 1991 in Mairena del Alcor) ist ein spanischer Fußballspieler, der bei Celta Vigo unter Vertrag steht.

## Karriere
Jozabed Sánchez stand zu Beginn seiner Karriere bei den unterschiedlichen Mannschaften des FC Sevillas unter Vertrag. 2013 wechselte er zu SD Ponferradina, wo er allerdings nur drei Spiele absolvierte und nach einem halben Jahr weiter zu Real Jaén zog. Nach einer weiteren Saison wechselte er zu Rayo Vallecano. Dort verbrachte Sánchez zwei Jahre. 2016 tauschte er erstmals das Land, in dem er arbeitet, und wechselte zum FC Fulham nach England. Nach allerdings nur einem halben Jahr wechselte er zurück nach Spanien zu Celta Vigo. 2019 folgte eine einjährige Leihe zum FC Girona und im darauffolgenden Jahr selbiges zum FC Málaga.